# Марија Шимоковић
Марија Шимоковић (Суботица, 21. април 1947) српска је песникиња. Бавила се и писањем за позориште, филмских сценарија и новинарством.

## Биографија
Основну и средњу школу завршила је у Суботици, а филозофију, смер естетика – етика на Филозофско – историјском факултету у Београду.
На мађарски преведени су јој збирка изабраних песама (Mariatheresiopolis, 1996), двокњижје са Иштваном Б. Фокијем (Foky, István B.) и роман Сценографија за ветар (Díszlet a szélnek, 2008).
Живи и ради у Београду.

## Објављена дела
Збирке песама:
- Сам човек (1972), Освит, Суботица;
- Ишчекујући Јону (1976), Освит, Суботица;
- Не бој се, ту сам (1980), Минерва, Суботица;
- Мајстор жудње (1983), Минерва, Суботица;
- Небески бицикл (1987), Нолит, Београд;
- Слагање времена (1992), Просвета, Београд;
- Пољубац Густава Климта, изабране и нове песме (1993), Просвета, Београд;
- , превод на мађарски са И. Б. Фокијем, (1996), Суботица;
- Међуречје, (1999), Стубови културе, Београд, Киновар (2007), Народна књига, Београд.

Романи:
- Сценографија за ветар, (2002, 2003)
- Велосипед господина Вермеша (2010)
- Читач трагова (2020).

Више десетина чланака, есеја и превода са мађарског објавила је у југословснекој и српској периодици.

## Награде и признања
Добитник је  више признања:
- Награда Фестивала југословенске поезије младих, I награда, за песму Ишчекујући Јону, Врбас, 1974.
- Награда Друштва књижевника Војводине за књигу године, за збирку поезије Небески бицикл, 1988.
- Награда „Др Ференц Бодрогвари”, за збирку поезије Небески бицикл, 1988.
- Награда „Др Ференц Бодрогвари”, за збирку поезије Слагање времена, 1992.
- Награда „Бранко Миљковић”, за збирку поезије Киновар, 2007.
- Награда Градске библиотеке у Суботици за најбоље завичајно књижевно остварење (Велосипед господина Вермеша, 2009),
- Змајева награда Матице српске (Чувари привида, 2012).
- Награда Стеван Пешић (Дневник раздаљине), 2015.